# Selita Ebanksová
Selita Ebanksová (* 15. února 1983 George Town) je modelka a příležitostná herečka pocházející z Kajmanských ostrovů.

## Kariéra v modelingu
Pochází z nemajetné rodiny, vyrůstala se sedmi bratry. Absolvovala newyorskou střední školu Curtis High School a v sedmnácti letech uzavřela smlouvu s agenturou Elite Model Management. Pózovala pro firmy Levi Strauss & Co., DKNY a Abercrombie & Fitch, v roce 2005 se stala jedním z „andělů“ značky spodního prádla Victoria's Secret. Její fotografie byly publikovány v časopisech Gentlemen's Quarterly, Maxim a Sports Illustrated Swimsuit Issue. Časopis Forbes ji v roce 2008 zařadil mezi patnáct nejlépe placených světových modelek.

## Herecká kariéra
V roce 2007 se objevila jako cameo v seriálu Jak jsem poznal vaši matku, menší role hrála v pořadech Havaj 5-0, South Beach a Real Husbands of Hollywood a ve filmu Ohledně minulé noci (2014). Hlavní roli ztvárnila ve videoklipu k písni Kanye Westa „Runaway“.

## Osobní život
V roce 2004 založila na Kajmanských ostrovech dobročinnou organizaci Stardom Youth Foundation zaměřenou na podporu talentovaných dětí. Do roku 2007 udržovala vztah s americkým rapperem Nickem Cannonem.